# 盧迪克·米洛斯高
盧迪克·米洛斯高（捷克語：Luděk Mikloško，1961年12月9日—），前捷克斯洛伐克職業足球員，在場上司職龍門。
米洛斯高作為一名龍門，曾代表韋斯咸在英超聯賽中出場超過300場。 他還為當時甲組球會昆士柏流浪及國內球會RH海布和奧斯泰華巴尼克效力。 他為捷克斯洛伐克國家隊上陣40次，並參加1990年的世界盃。他其後亦為捷克國家足球隊上陣兩次。
退休後，米洛斯高回到韋斯咸擔任球會的龍門教練直至2010年才離開。此後，他搬回捷克並在一家體育投資機構工作。

## 球會生涯
米洛斯高在他的家鄉捷克斯洛伐克的奧斯泰華巴尼克開始他的職業生涯。
韋斯咸當時的領隊盧·馬卡利注意到米洛斯高的天賦，他於1990年2月以300,000英鎊的價格簽下他，但是不久，他就辭職，球會任命比利·邦茨為他的繼任者。米洛斯高的第一場比賽是在1990年2月18日，作客以2-2擊敗史雲頓。他的第四場比賽是在聯賽盃第二回合對奧咸。韋斯咸以6比0輸掉首回合比賽，菲爾·柏堅斯的把關成為他效力韋斯咸11年來的最後一場比賽。從那時起直到1997-98賽季，米洛斯高都是正選門將。
在1990-91賽季，他為韋斯咸上陣56場比賽，包括所有聯賽，因為他們從乙級聯賽中獲得亞軍。這包括作客比賽中只被射入16球，是當屆聯賽最好成績的。在輸給諾定咸森林之前，韋斯咸也打進足總盃的半準決賽，米洛斯高參加他們在此盃賽的所有七場比賽。1991年，他被評為韋斯咸年度最佳球員。儘管韋斯咸在下個賽季降班，並在1992年錯過成為新英格蘭足球超級聯賽的創始成員，但他幫助韋斯咸在第一次嘗試上班時幫助他們重新升入頂級聯賽——在這個級別開始連續十年在英超的成績。他因在1994-95賽季的最後一天對陣曼聯的比賽中表現出色而被人們銘記，當時韋斯咸在博林球場以1-1與曼聯打和，幫助曼聯的對手布力般贏得他們的首屆英超錦標。80多年來的第一次的聯賽冠軍。米洛斯高的最後一個賽季，他與基歷·科里斯爭奪龍門的位置。他的最後一場比賽是在1997年12月6日，作客以2-0敗於打比郡。米洛斯高在該場比賽中射入一個烏龍球 。接下來的比賽中，他的進球被科里斯特換下。米洛斯高是一名勇敢而出色的門將，擁有強大的解圍能力，為球隊出場共374次。
1998年，米洛斯高在成功借用至昆士柏流浪後，再以象徵式的費用轉會昆士柏流浪。他的最後一場職業比賽是在2001年3月3日。在新任領隊伊恩·荷路威執教的第一場比賽中，昆士柏流浪在主場以3-1輸給錫菲聯。2001年晚些時候，他因傷退役。

## 國際賽生涯
米洛斯高為捷克斯洛伐克國家隊上陣40次，再為捷克國家隊出場兩次。

## 教練生涯
退役後，米洛斯高回到韋斯咸，擔任守門員教練一職。他於2010年3月離開球會，球會和米洛斯高都沒有為他的離隊作出任何評論。

## 個人生活
米洛斯高現在居住在捷克並為一家體育投資機構工作。

## 外部連結
- 足球数据库：盧迪克·米洛斯高的球员统计数据
- Luděk Mikloško （页面存档备份，存于）於捷克足球總會
- Jan Palička: Luděk Mikloško: Fotbal v Anglii je jako jiná dimenze （页面存档备份，存于）, MF DNES